# Ferenczfalvi Kálmán
Ferenczfalvi Kálmán (Debrecen, 1921. március 15. – Debrecen, 2005. április 8.) magyar humanista, a „Világ Igaza”.

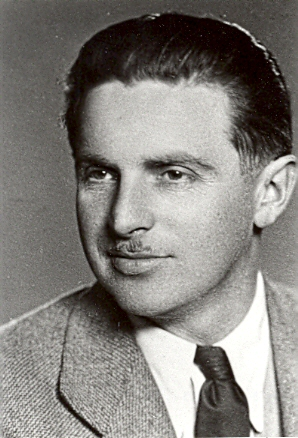
Ferenczfalvi Kálmán 1946-ban

## Holokauszt
Ferenczfalvi Kálmán, (szül. Faber Kálmán), a gyöngyösi gimnázium református diákjaként találkozott először a rasszizmussal, zsidó diáktársai megkülönböztetésével, általános emberi jogaik tiprásával. Rasszista beállítottságú tanárai és diáktársai viselkedése már tizenéves korában megdöbbentette. 1944-ben, alig 23 évesen, fiatal katonatisztként iszonyodva látta, tapasztalta a magyar zsidóság gettókba zárását, majd a náci Németország által szervezett és Magyarország által lebonyolított deportálását a holokauszt, a soá idején. Az embertelenségnek ez az extrém formája akkor tombolt Magyarországon, amikor náci Németország gyakorlatilag már elveszítette a háborút.
Ferenczfalvi nem ismerte a félelmet. Magára nem gondolt, csak azokra az üldözöttekre, ártatlan emberekre, gyerekekre, akik védtelenül ki voltak szolgáltatva a náci tömeggyilkosoknak. Ferenczfalvi Kálmán több mint 2000 ember életét mentette meg a második világháború utolsó két évében Magyarországon. Azért, hogy az üldözött zsidókat a kényszermunkától a halálmenetektől és a deportálástól megmenthesse, nem rettent vissza a fiatal Ferenczfalvi Kálmán, az akkori magyar hadsereg élelmiszerellátó, ún. gh-s tisztje szinte semmitől, nem válogatott a módszerekben. A magyar hadsereg hivatalos pecsétjét éppúgy felhasználta erre a célra, mint az általa alapított fantom egységet, amelynek a háború utolsó hónapjaiban a Nemzetközi Vöröskereszt budapesti Munkácsy utcai székháza volt a székhelye. Tagjai voltak szökött katonák, megszöktetett munkaszolgálatos zsidók, akiket Ferenczfalvi a hadseregtől eltulajdonított egyenruhákba öltöztetett. Ferenczfalvi iratokat, zsoldkönyveket, élelmiszerjegyeket, magyar-német nyelvű nyílt parancsokat hamisított, többnyire Miskolczy százados nevét hamisítva az életmentő papírokra. Ponyvával letakart lovaskocsival, a ponyva alá rejtve mentette a zsidókat a pesti gettóból, gyűjtőtáborokból és a Szentendre szigeti munkaszolgálatosokat foglalkoztató katonai századtól. Mivel az első zsidókat, egy akkor 2 éves kisfiút és anyját szülei lakásában helyezte el, így kockáztatta nemcsak saját, de édesanyja és nővére életét is azért, hogy idegenek életét menthesse.
Ferenczfalvi Kálmán a háborút követően különböző állami cégeknél dolgozott tisztviselőként, könyvelőként és évtizedeken keresztül hallgatott tetteiről, embermentő akcióiról. Egy volt munkaszolgálatos egy véletlen folytán "fedezte fel" benne megmentőjét, és fedte fel a sokszoros embermentő cselekedeteit. Rajta keresztül egymás után jelentkeztek Ferenczfalvi megmentettjei és tettek írásban tanúvallomást a jeruzsálemi Jad Vasem intézet történészeinek. Számos megmentett jelentkezett Európa különböző országaiból, de az USA-ból és Ausztráliából is, és írta le részletesen Ferenczfalvi Kálmán életmentő akcióit. Ezeket a dokumentumokat, tanúvallomásokat a jeruzsálemi Jad Vasem intézet levéltára őrzi.
Ferenczfalvi Kálmánt, több mint 2000 ember életének megmentőjét a Jeruzsálem Jad Vasemi Intézet a Világ Igaza címmel tüntette ki és azzal tisztelte meg, hogy 1988. június 2-án, az Emlékezés Parkjában a nevét megörökítő olajfát ültethetett a Raul Wallenbergnek és Oskar Schindlernek emléket állító fák társaságában.

## Kitüntetések
- Righteous Among the Nations, Jerusalem, 1988
- Magyar Köztársasági Érdemérem kiskeresztje, 1994
- Bátorság érdemjel, Budapest, 1995
- Pro Civitate, Gyöngyös, 2003